# Liste von Sakralbauten in der Verbandsgemeinde Altenahr

Gemeinden in der Verbandsgemeinde Altenahr

Die Liste von Sakralbauten in der Verbandsgemeinde Altenahr gibt einen Überblick über die Kirchen, Klöster und sonstigen Sakralbauten in der Verbandsgemeinde Altenahr, Landkreis Ahrweiler.

## Liste

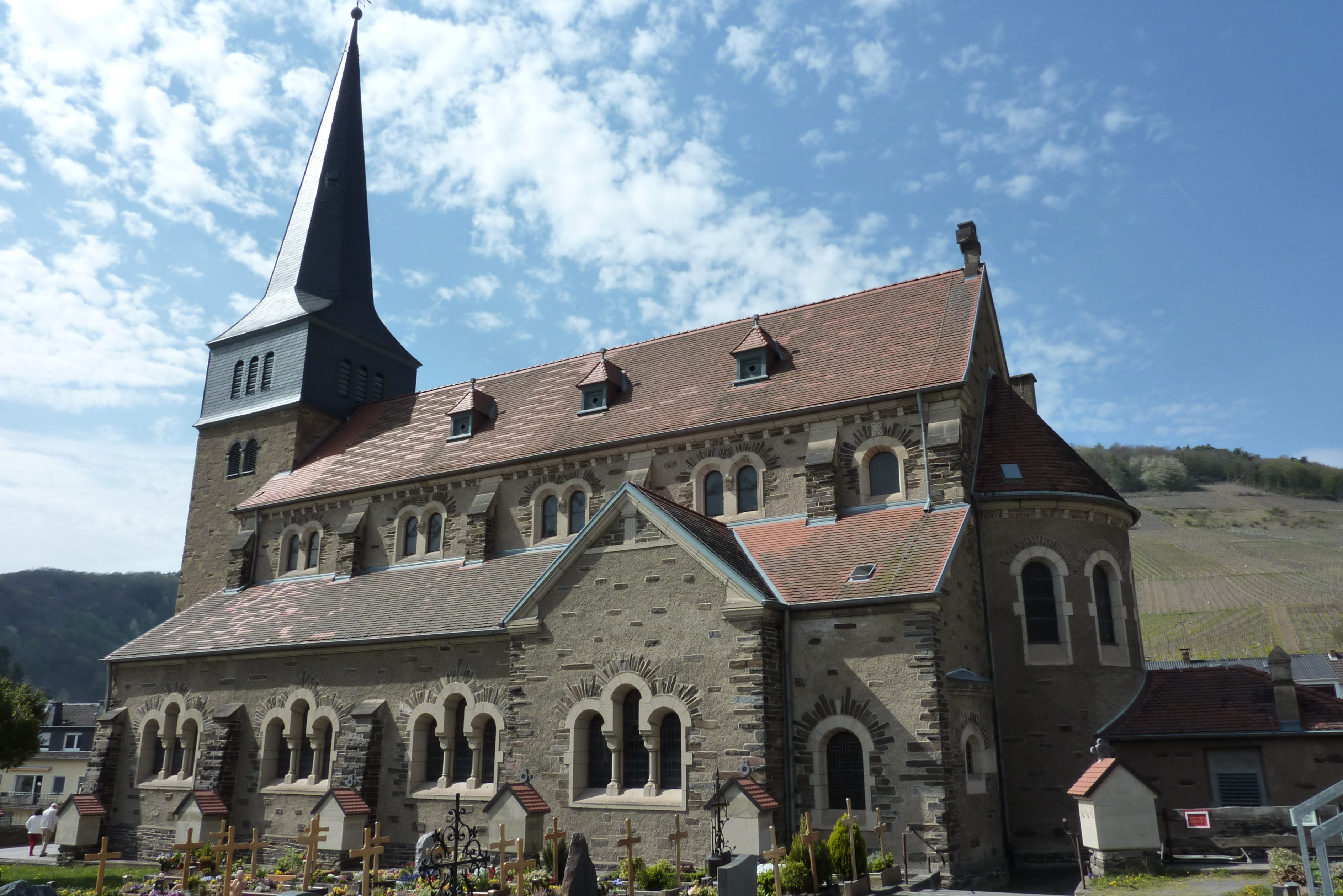
St. Nikolaus und St. Rochus in Mayschoß

- Katholische Kapelle St. Hubertus, Acht
- Katholische Kirche St. Andreas, Ahrbrück
- Katholische Katharinenkapelle, Ahrbrück, Ortsteil Brück
- Katholische Wallfahrtskapelle St. Maria, Ahrbrück, Ortsteil Pützfeld
- Katholische Pfarrkirche Maria Verkündigung, Altenahr
- Katholische Kapelle St. Antonius, Altenahr, Ortsteil Kreuzberg
- Katholische Kapelle Zur Schmerzhaften Muttergottes, Altenahr, Ortsteil Reimerzhoven
- Katholische Kapelle St. Aegidius, Anschau
- St. Antonius, Berg
- St. Rochus und Sebastian (Freisheim), Berg, Ortsteil Freisheim
- St. Quirinus (Krälingen), Berg, Ortsteil Krälingen
- St. Nikolaus (Vischel), Berg, Ortsteil Vischel
- Katholische Pfarrkirche St. Johannes Apostel, Dernau
- Ehemaliges Kloster Marienthal, Dernau
- St. Margareta, Heckenbach, Ortsteil Blasweiler
- Katholische Pfarrkirche St. Pankratius und Margarita, Heckenbach, Ortsteil Niederheckenbach
- St. Michael, Heckenbach, Ortsteil Oberheckenbach
- Katholische Pfarrkirche St. Kunibert, Hönningen
- Hubertuskapelle (Hönningen), Hönningen
- St. Bartholomäus (Liers), Hönningen, Ortsteil Liers
- Katholische Pfarrkirche St. Petrus und Maternus, Kesseling
- Friedhofskapelle St. Maternus (Kesseling), Kesseling
- Katholische Pfarrkirche St. Lüfthildis, Kesseling, Ortsteil Staffel
- Katholische Pfarrkirche St. Notburgis, Lind
- St. Rochus (Obliers), Lind, Ortsteil Obliers
- Katholische Pfarrkirche St. Nikolaus und Rochus, Mayschoß
- Katholische Pfarrkirche St. Luzia, Rech

- Karte mit allen verlinkten Seiten:
- OSM |
- WikiMap